# بیماری‌های مرتبط با سالمندی

نرخ بروز SEER مربوط به سن، ۲۰۰۳–۲۰۰۷

یک بیماری مرتبط با سالمندی (که معمولاً بیماری مرتبط با سن نامیده می‌شود، ARD) بیماری است که اغلب به میزان بیشتری با افزایش پیری دیده می‌شود. این بیماری‌ها اساساً عوارض پیری هستند و از خود فرایند پیری متمایز می‌شوند زیرا همه حیوانات بالغ پیر می‌شوند (به استثنای موارد نادر) اما همه حیوانات بالغ همه بیماری‌های مرتبط با سن را تجربه نمی‌کنند. این اصطلاح به بیماری‌های خاص سنی مانند بیماری‌های دوران کودکی آبله مرغان و سرخک اشاره نمی‌کند، بلکه فقط به بیماری‌های افراد مسن اشاره می‌کند. آنها همچنین بیماری‌های پیری تسریع شده نیستند، که همه آنها اختلالات ژنتیکی هستند.
نمونه‌هایی از بیماری‌های مرتبط با افزایش سن عبارتند از تصلب شرایین و بیماری‌های قلبی عروقی، سرطان، التهاب مفصل، آب مروارید، پوکی استخوان، دیابت نوع ۲، فشار خون بالا و بیماری آلزایمر. بروز همه این بیماری‌ها با افزایش سن به‌طور تصاعدی افزایش می‌یابد.
از حدود ۱۵۰۰۰۰ نفری که هر روز در سراسر جهان می‌میرند، حدود دو سوم (۱۰۰۰۰۰ نفر در روز) به دلایل مرتبط با سالمندی می‌میرند. در کشورهای صنعتی، این نسبت بیشتر است و به ۹۰٪ می‌رسد.

## الگوهای تفاوت
حدود ۳۰٪ از موش‌ها در سه‌سالگی سرطان داشته‌اند، در حالی که حدود ۳۰٪ از انسان‌ها در ۸۵ سالگی سرطان داشته‌اند. انسان‌ها، سگ‌ها و خرگوش‌ها به بیماری آلزایمر مبتلا می‌شوند، اما جوندگان این بیماری را ندارند. جوندگان مسن معمولاً به دلیل سرطان یا بیماری کلیوی می‌میرند، اما نه از بیماری قلبی عروقی. در انسان، بروز نسبی سرطان در اکثر سرطان‌ها با افزایش سن به‌طور تصاعدی افزایش می‌یابد، اما سطح آن کاهش می‌یابد یا حتی ممکن است تا سن ۶۰ تا ۷۵ سالگی کاهش یابد (اگرچه سرطان کولون/رکتال همچنان در حال افزایش است).
افراد مبتلا به سندرم‌های پروجروید در برابر مجموعه‌های مختلف بیماری آسیب‌پذیر هستند. مبتلایان به سندرم ورنر پوکی استخوان، آب مروارید و بیماری‌های قلبی عروقی را تجربه می‌کنند، اما زوال عصبی یا بیماری آلزایمر را تجربه نمی‌کنند. افراد مبتلا به سندرم داون دارای دیابت نوع ۲ و بیماری آلزایمر هستند و نه فشار خون بالا، پوکی استخوان یا آب مروارید. در سندرم بلوم، افراد مبتلا اغلب بر اثر سرطان می‌میرند.

## پژوهش
پیری (پیری) آسیب‌پذیری را در برابر بیماری‌های مرتبط با سن افزایش می‌دهد، در حالی که ژنتیک آسیب‌پذیری یا مقاومت بین گونه‌ها و افراد درون گونه را تعیین می‌کند. گفته می‌شود برخی تغییرات مرتبط با افزایش سن (مانند سفید شدن موها) با افزایش مرگ و میر ارتباطی ندارند. اما برخی از بیوجرونتولوژیست‌ها معتقدند که همان تغییرات زمینه‌ای که باعث سفید شدن موها می‌شود، مرگ و میر را در سایر سیستم‌های اندام نیز افزایش می‌دهد و درک میزان بروز بیماری‌های مرتبط با سن، دانش زیست‌شناسی پیری را ارتقا می‌بخشد، همان‌طور که دانش بیماری‌های دوران کودکی دانش پیشرفته رشد انسان را افزایش می‌دهد.
استراتژی‌های مهندسی پیری ناچیز (SENS) یک استراتژی تحقیقاتی نوظهور است که هدف آن ترمیم «علل ریشه‌ای» بیماری‌های مرتبط با افزایش سن و همچنین توسعه روش‌های پزشکی برای ترمیم دوره‌ای این آسیب‌ها در بدن انسان است، در نتیجه حالتی شبیه به جوانی را برای مدت نامحدود حفظ می‌کند. برنامه SENS هفت نوع آسیب مرتبط با افزایش سن را شناسایی کرده‌است و راه‌حل‌های عملی برای هر کدام ارائه شده‌است. برخی از منتقدان استدلال می‌کنند که دستور کار SENS در بهترین حالت خوش‌بینانه است و فرایند پیری برای SENS بسیار پیچیده و کم قابل درک است که در آینده قابل پیش‌بینی علمی یا قابل اجرا باشد. پیشنهاد شده‌است که بیماری‌های مرتبط با سن توسط چرخه‌های معیوب واسطه می‌شوند.
بر اساس تحقیقات گسترده، آسیب DNA عامل اصلی سرطان و بسیاری از بیماری‌های دیگر مرتبط با پیری است. آسیب DNA بسته به عوامل متعددی می‌تواند باعث ایجاد سرطان یا سایر بیماری‌های مرتبط با افزایش سن شود. اینها شامل نوع، مقدار و محل آسیب DNA در بدن، نوع سلولی که آسیب را تجربه می‌کند و مرحله آن در چرخه سلولی، و فرآیندهای خاص ترمیم DNA موجود برای واکنش به آسیب است.

## انواع

### تباهی لکه زرد
تباهی لکه زرد وابسته به سن (AMD) بیماری است که چشم‌ها را تحت تأثیر قرار می‌دهد و می‌تواند از طریق تجزیه قسمت مرکزی شبکیه به نام ماکولا منجر به از دست دادن بینایی شود. دژنراسیون می‌تواند در یک چشم یا هر دو رخ دهد و می‌تواند به عنوان مرطوب (نئوواسکولار) یا خشک (آتروفیک) طبقه‌بندی شود. AMD مرطوب معمولاً توسط عروق خونی نزدیک شبکیه ایجاد می‌شود که منجر به تورم ماکولا می‌شود. علت خشکی AMD کمتر مشخص است، اما تصور می‌شود که تا حدی ناشی از تجزیه سلول‌های حساس به نور و بافت اطراف ماکولا باشد. یک عامل خطر اصلی برای AMD سن بالای ۶۰ سال است.

### آلزایمر
بیماری آلزایمر به عنوان یک بیماری «پروتئین نادرست» طبقه‌بندی می‌شود. افزایش سن باعث جهش در چین خوردگی پروتئین می‌شود و در نتیجه باعث تجمع پروتئین‌های غیرعادی اصلاح شده در نواحی خاصی از مغز می‌شود. در آلزایمر، رسوبات بتا آمیلوئید و پروتئین تاو هیپرفسفریله شده، پلاک‌های خارج سلولی و گره‌های خارج سلولی را تشکیل می‌دهند. نشان داده شده‌است که این رسوبات نوروتوکسیک هستند و به دلیل شروع مسیرهای بیوشیمیایی مخرب، باعث اختلال شناختی می‌شوند.

### آترواسکلروز
آترواسکلروز به عنوان یک بیماری پیری طبقه‌بندی می‌شود و با بازسازی عروق، تجمع پلاک و از دست دادن خاصیت ارتجاعی شریان ایجاد می‌شود. با گذشت زمان، این فرایندها می‌توانند عروق را سفت کنند. به این دلایل، سن بالاتر به عنوان یک عامل خطر اصلی برای آترواسکلروز ذکر شده‌است. به‌طور خاص، خطر آترواسکلروز در مردان بالای ۴۵ سال و زنان بالای ۵۵ سال افزایش می‌یابد.

### هیپرپلازی خوش‌خیم پروستات
هیپرپلازی خوش‌خیم پروستات (BPH) بزرگ شدن غیر سرطانی غده پروستات به دلیل افزایش رشد است. بزرگ شدن پروستات می‌تواند منجر به انسداد ناقص یا کامل مثانه شود و در توانایی مرد برای دفع صحیح ادرار اختلال ایجاد کند. علائم شامل مثانه بیش فعال، کاهش جریان ادرار، تردید در ادرار کردن و تخلیه ناقص مثانه است. تا سن ۴۰ سالگی، ۱۰ درصد از مردان علائم BPH را خواهند داشت و در ۶۰ سالگی، این درصد تا ۵ برابر افزایش می‌یابد. مردان بالای ۸۰ سال بیش از ۹۰ درصد شانس ابتلا به BPH را دارند و تقریباً ۸۰ درصد مردان در طول زندگی خود به BPH مبتلا می‌شوند.

### سرطان
اگرچه امکان ابتلا به سرطان در هر سنی وجود دارد، اکثر بیماران مبتلا به سرطان مهاجم بالای ۶۵ سال سن دارند و مهم‌ترین عامل خطر برای ابتلا به سرطان سن است. به گفته رابرت آ. واینبرگ، محقق سرطان، «اگر به اندازه کافی عمر کنیم، دیر یا زود همه ما به سرطان مبتلا می‌شویم.» برخی از ارتباط بین پیری و سرطان به افزایش ایمنی، خطاهای انباشته شده در DNA در طول عمر و تغییرات مرتبط با سن در سیستم غدد درون ریز نسبت داده می‌شود. اثر پیری بر سرطان با عواملی مانند آسیب DNA و التهاب که باعث تحریک آن می‌شود و عواملی مانند پیری عروق و تغییرات غدد درون ریز مهار کننده آن پیچیده‌است.

### پارکینسون
بیماری پارکینسون، یک اختلال دژنراتیو طولانی مدت سیستم عصبی مرکزی است که عمدتاً سیستم حرکتی را تحت تأثیر قرار می‌دهد. این بیماری عوارض زیادی دارد، از جمله زوال عقل، افسردگی، اضطراب. بیماری پارکینسون به‌طور معمول در افراد بالای ۶۰ سال رخ می‌دهد که حدود یک درصد از آنها مبتلا هستند. شیوع زوال عقل بیماری پارکینسون نیز با افزایش سن، و به درجات کمتر، طول مدت بیماری افزایش می‌یابد. ورزش در میانسالی ممکن است خطر ابتلا به PD را در مراحل بعدی زندگی کاهش دهد.

### سکته
سکته مغزی دومین علت شایع مرگ و میر در سراسر جهان در سال ۲۰۱۱ با ۶٫۲ میلیون نفر (حدود ۱۱٪ از کل) بود. سکته مغزی می‌تواند در هر سنی رخ دهد، از جمله در دوران کودکی، خطر سکته مغزی از ۳۰ سالگی به‌طور تصاعدی افزایش می‌یابد و علت آن بسته به سن متفاوت است. سن بالا یکی از مهم‌ترین عوامل خطر سکته مغزی است. ۹۵ درصد سکته‌های مغزی در افراد بالای ۴۵ سال و دو سوم سکته‌ها در افراد بالای ۶۵ سال رخ می‌دهد خطر مرگ در صورت سکته مغزی نیز با افزایش سن افزایش می‌یابد.

### بیماری‌های غدد درون ریز
مطالعات در مدل‌های حیوانی نشان می‌دهد که پاکسازی سلول‌های پیر، اختلالات غدد درون ریز مرتبط با سن را بهبود می‌بخشد.

#### پوکی استخوان
تراکم استخوان با افزایش سن کاهش می‌یابد. تا سن ۸۵ سالگی، ۷۰ درصد از زنان و ۳۰ درصد از مردان به پوکی استخوان مبتلا هستند که تراکم استخوان کمتر یا مساوی ۲٫۵ انحراف استاندارد کمتر از بزرگسالان جوان است.

#### سندرم متابولیک
سندرم متابولیک همزمان با بروز عوامل خطر متابولیک برای دیابت نوع ۲ و بیماری‌های قلبی عروقی (چاقی شکمی، هیپرگلیسمی، دیس لیپیدمی و فشار خون بالا) است. در ایالات متحده، شیوع سندرم متابولیک برای افراد بالای ۶۰ سال به حدود ۵۰ درصد می‌رسد.